# Harmon (Illinois)
Harmon – wieś w Stanach Zjednoczonych, w stanie Illinois, w hrabstwie Lee.